# Grupno prvenstvo Splitskog nogometnog podsaveza 1952./53.
Grupno prvenstvo Splitskog nogometnog podsaveza u sezoni 1952./53. predstavlja četvrti rang nogometnog prvenstva Jugoslavije na području Dalmacije.

## Sudinici i ljestvice

### III. grupa
| mj. | klub             | ut. | pob. | ner. | por. | gol+ | gol- | GR | bod |
| --- | ---------------- | --- | ---- | ---- | ---- | ---- | ---- | -- | --- |
| 1.  | Mosor Žrnovnica  | 4   | 3    | 0    | 1    | 6    | 4    | +2 | 6   |
| 2.  | Primorac Stobreč | 4   | 2    | 0    | 2    | 9    | 7    | +2 | 4   |
| 3.  | Iskra Omiš       | 4   | 1    | 0    | 3    | 3    | 7    | -4 | 2   |

### VI. grupa
| mj. | klub                      | ut. | pob. | ner. | por. | gol+ | gol- | GR | bod |
| --- | ------------------------- | --- | ---- | ---- | ---- | ---- | ---- | -- | --- |
| 1.  | Omladinac Vranjic         | 2   | 2    | 0    | 0    | 6    | 2    | +4 | 4   |
| 2.  | Jugovinil Kaštel Gomilica | 2   | 0    | 0    | 2    | 2    | 6    | -4 | 0   |

## Poveznice
- Liga Splitskog nogometnog podsaveza 1952./53.